# Hildebrando (rei lombardo)
Hildebrando (ou Hildeprando; ? — 744) foi um rei lombardo. Era sobrinho de Liuprando. Ele participou do cerco de Ravena em 734 com Liuprando, com quem ele foi associado como rei em 737. Com a morte de Liuprando em 744, ele ascendeu ao trono lombardo, a partir de janeiro daquele ano mas, por mostrar-se incompetente, foi deposto por um grande conselho depois de alguns meses de governo. Ele foi morto em agosto do mesmo ano.